# كأس الكؤوس الأوروبية 1972–73
كأس الكؤوس الأوروبية 1972–73 (باليونانية: Κύπελλο Κυπελλούχων Ευρώπης ποδοσφαίρου 1972-73)‏ هو الموسم 13 من  كأس الكؤوس الأوروبية. الذي يشرف على تنظيمه الاتحاد الأوروبي لكرة القدم، وكان عدد الأندية المشاركة فيه  32، وفاز فيه إيه سي ميلان.

## نتائج الموسم
| المركز | فريق        | لعب | ف | ت | خ | له | عليه | ف.أ | نقاط | ملاحظة |
| ------ | ----------- | --- | - | - | - | -- | ---- | --- | ---- | ------ |
|        | اي سي ميلان |     |   |   |   |    |      |     |      |        |